# Remigiuskirche (Nagold)

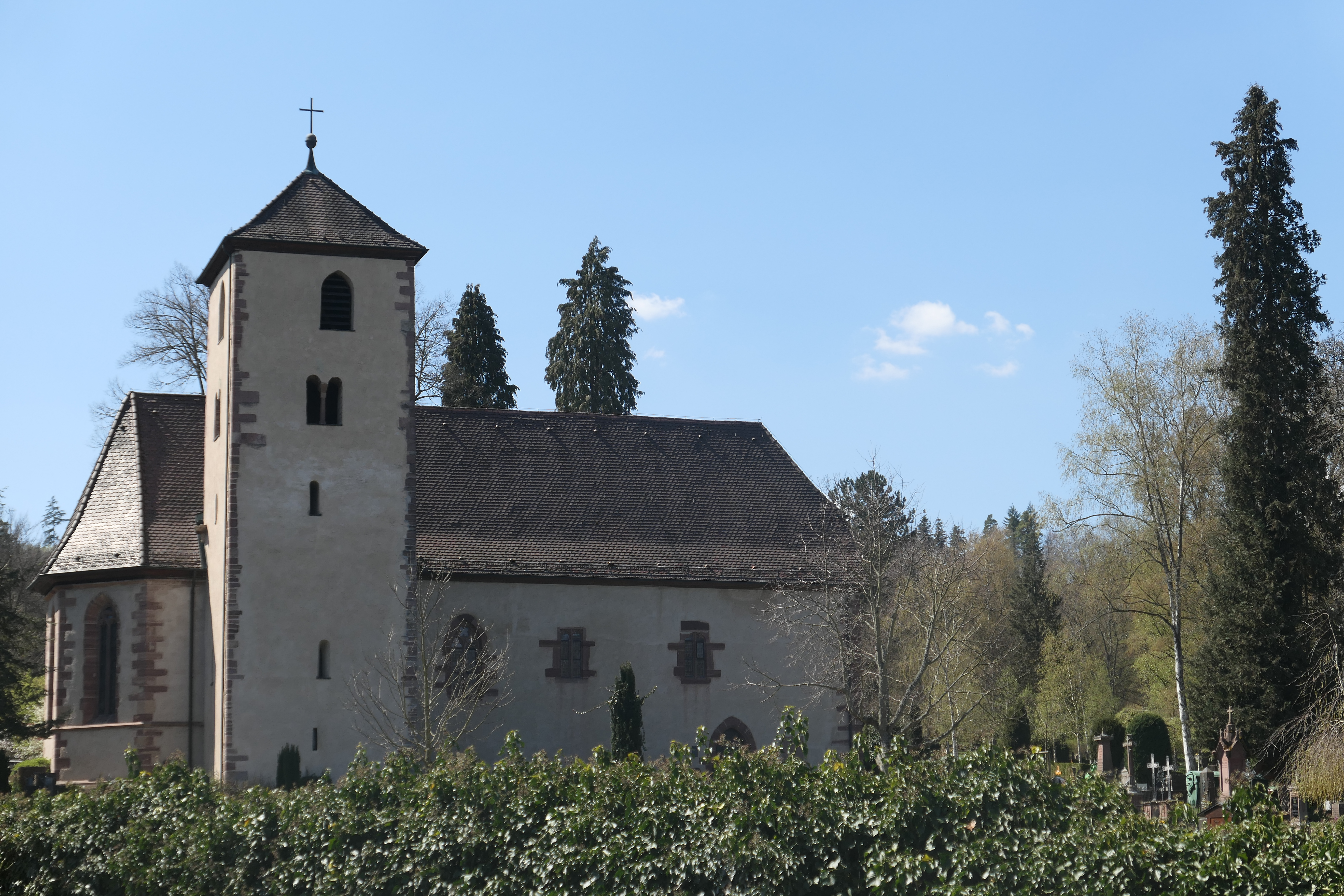
Remigiuskirche (Nagold) Nordansicht

Die Remigiuskirche ist die älteste Kirche im Nagolder Raum. Sie ist denkmalgeschützt. Bereits 773 wurde sie als Missionskirche und Kirche des Königshofes in Nagold erwähnt. 710/720 begann der Bau einer quadratischen, merowingischen Kirche auf den Grundmauern einer römischen Villa rustica. Der heutige Bau ist romanisch, unter Verwendung von Spolien aus dem römischen Gutshof, mit gotischen Veränderungen.
Die Remigiuskirche wurde auch Oberkirch genannt und war lange Zeit Friedhofskirche. Seit 1965 dient sie wieder als Gottesdienststätte der evangelischen Kirchengemeinde.

## Geschichte
Der Bau ist heute eine überwiegend gotische, einschiffige Kirche mit Chor, südlich angebauter Taufkapelle und Nordturm.
Die Geschichte der Remigiuskirche ist mit der ersten schriftlichen Nennung Nagolds im Jahre 786, mit Königin Hildegard, Ehefrau Karls des Großen, sowie mit der Beginensammlung verwoben. Ein Taufstein (um 950) und römische Säulen im Triumphbogen (2.–3. Jahrhundert) bezeugen die Herkunft. In der Kirche stehen mehrere historische Grabmale.
Ca. 800 erfolgte in karolingischer Zeit ein Umbau zur Saalkirche mit Apsis in der heutigen Ausrichtung, im 10. Jahrhundert weitere Umbauten. 950 kam in ottonischer Zeit ein quadratischer Chor hinzu.
Der große karolingische Triumphbogen am Eingang des Chores ruht auf zwei niedrigen römischen Säulen, die vermutlich aus einem Göttertempel stammen. Das karolingische Langhaus ist zum Teil noch erhalten. Der romanische Turm an der Nordseite der Kirche repräsentiert den Übergang vom karolingischen zum romanischen Stil. Heute prägen die gotischen Elemente das Erscheinungsbild. Um 1100 begann der Bau des Turms und im 14. Jahrhundert der Bau des polygonalen Chors. Im Langhaus sind bedeutende Fresken aus der Zeit von 1320 bis 1325 erhalten, die das Leben Jesu und die Passion darstellen. Südlich ist eine kreuzrippengewölbte Kapelle mit Fresken aus dem Anfang des 16. Jahrhunderts angefügt.
Das Patronatsrecht stand dem Kloster Stein am Rhein zu und wurde diesem 1386 inkorporiert, 1499 vom Reich im Laufe des Schwabenkrieges vorübergehend eingezogen und an die Kechler von Schwandorf übergeben, 1543 vom Kanton Zürich an Württemberg verkauft.
1555 wurde Nagold und damit die Remigiuskirche evangelisch. Ein zuvor mit der Kirche verbundenes Beginenhaus wurde geschlossen und die Fresken wurden übermalt. Sie wurden erst 1880 wiederentdeckt und 1920 freigelegt. Das Schwesternhaus an der Pfarrkirche St. Remigius wird 1391 als „cluse ze Oberkirch“ erstmals genannt. Die Schwestern waren als Terziarinnen den Dominikanern angeschlossen. Sie wurden 1508 als arm bezeichnet. Im Zuge der württembergischen Reformation löste sich der Konvent um 1554 auf
Zwischen 1961 und 1964 fanden in der Remigiuskirche unter schwierigen Umständen umfangreiche Grabungen statt, die wichtige Funde zur Baugeschichte der Kirche und zur Siedlungsgeschichte des Nagolder Beckens erbrachten. Es ist gelungen, die bauliche Entwicklung der Kirche von der Zeit um 700 bis ins Spätmittelalter nachzuzeichnen und die landesgeschichtlichen Verbindungen deutlich zu machen.
1965 erfolgte die Wiedereinweihung als Gemeindekirche nach archäologischen Grabungen und Erneuerung der Bausubstanz.

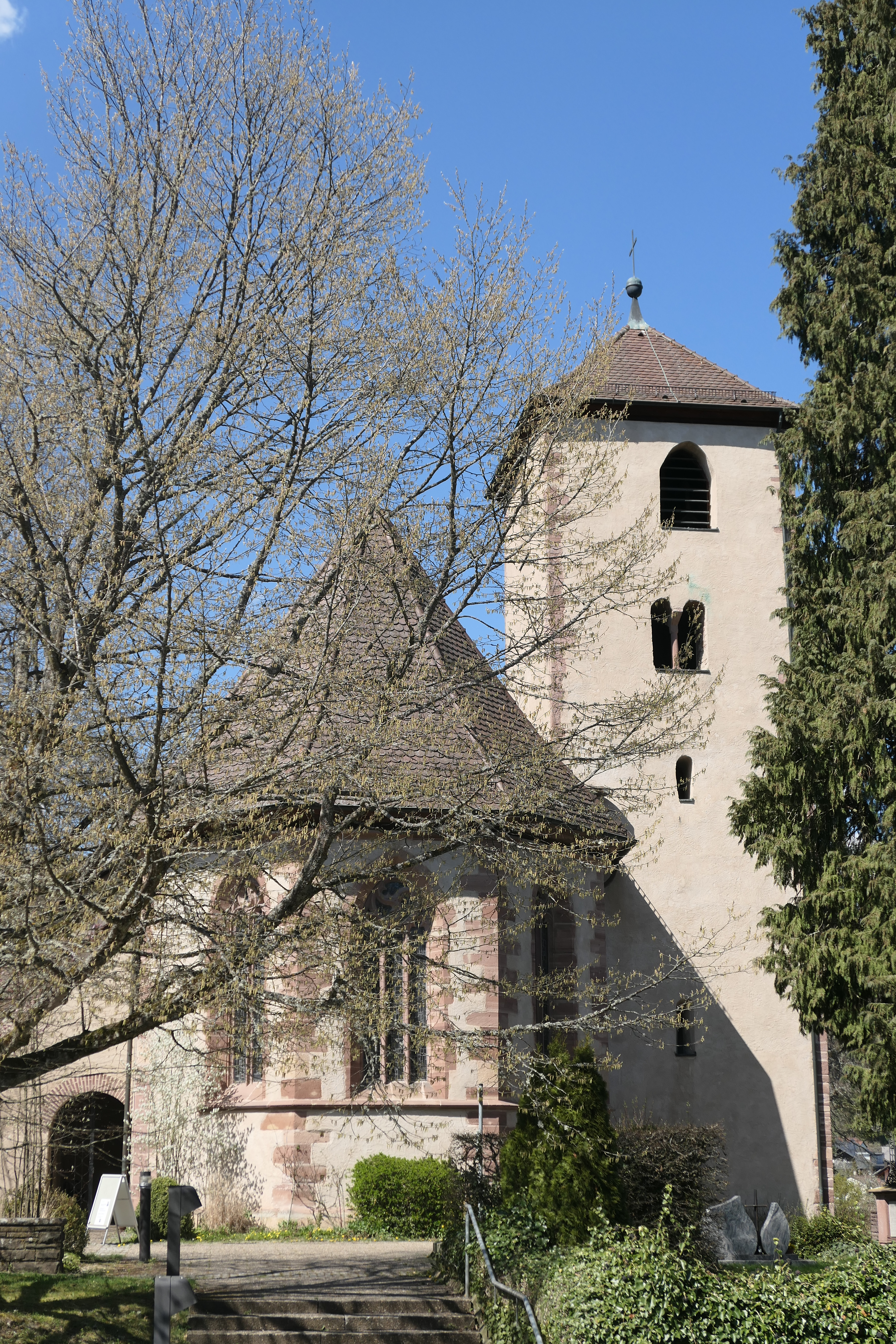
Chor und Turm
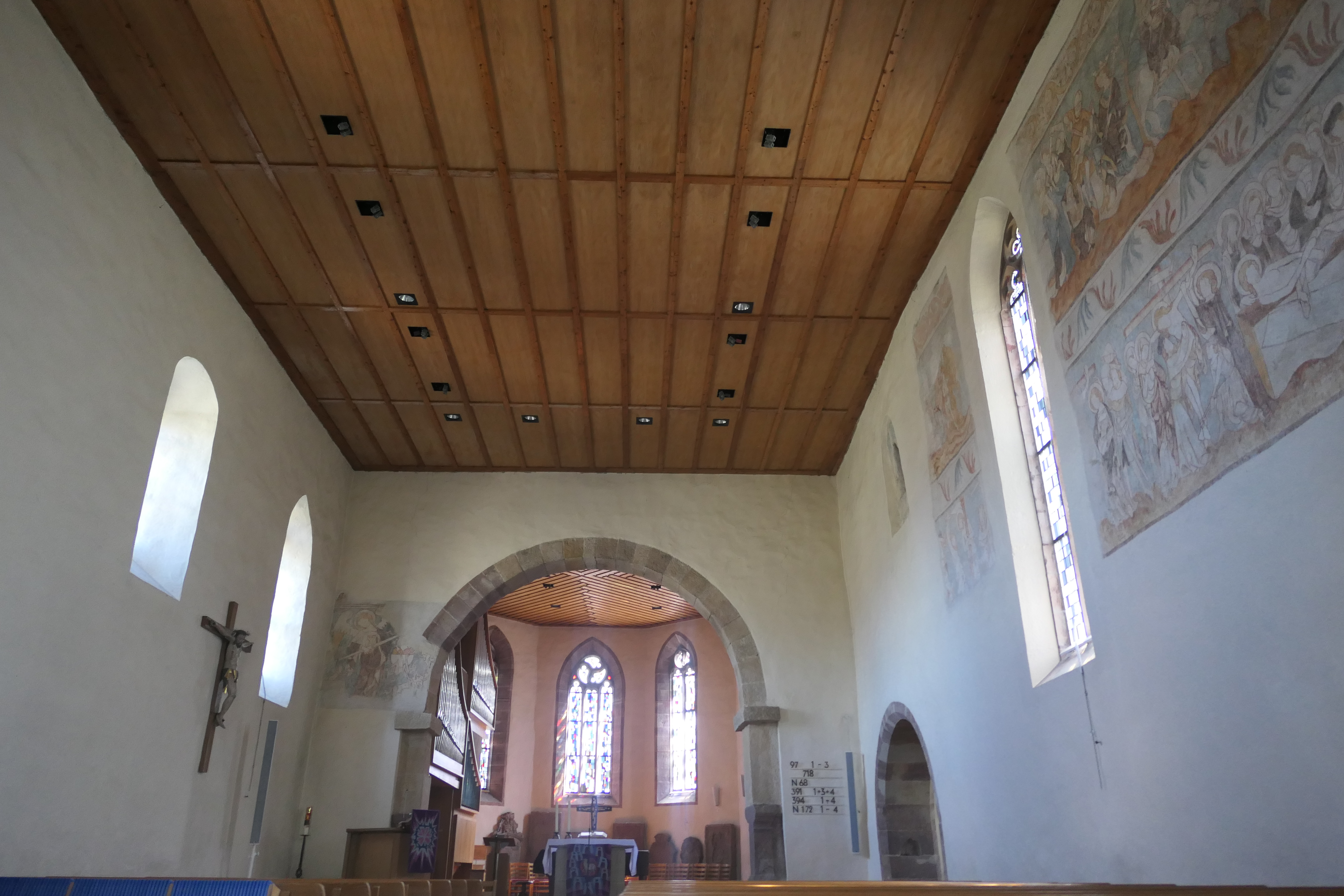
Langhaus mit Spolien zum Chor
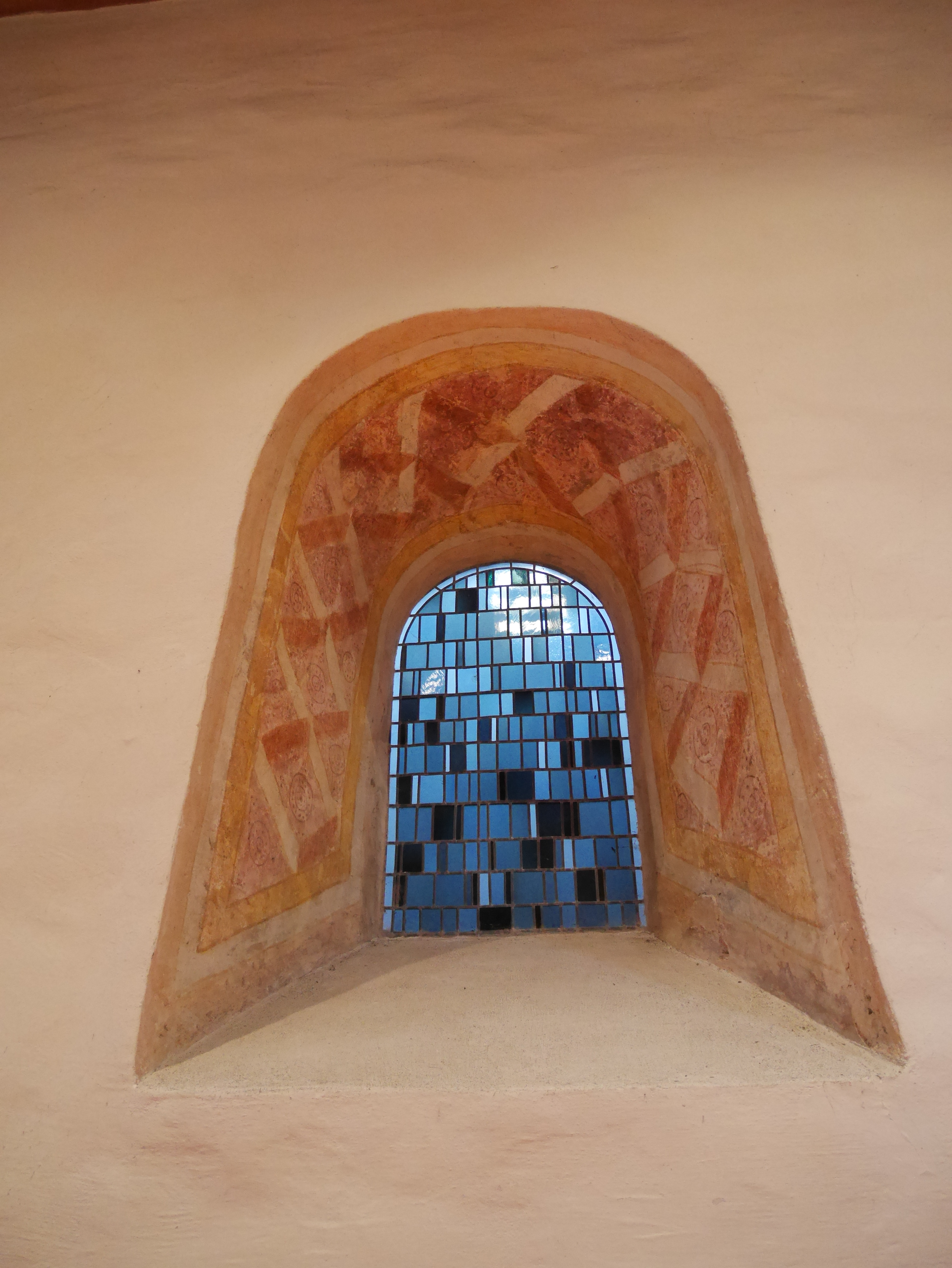
Chor Fenster Südwand
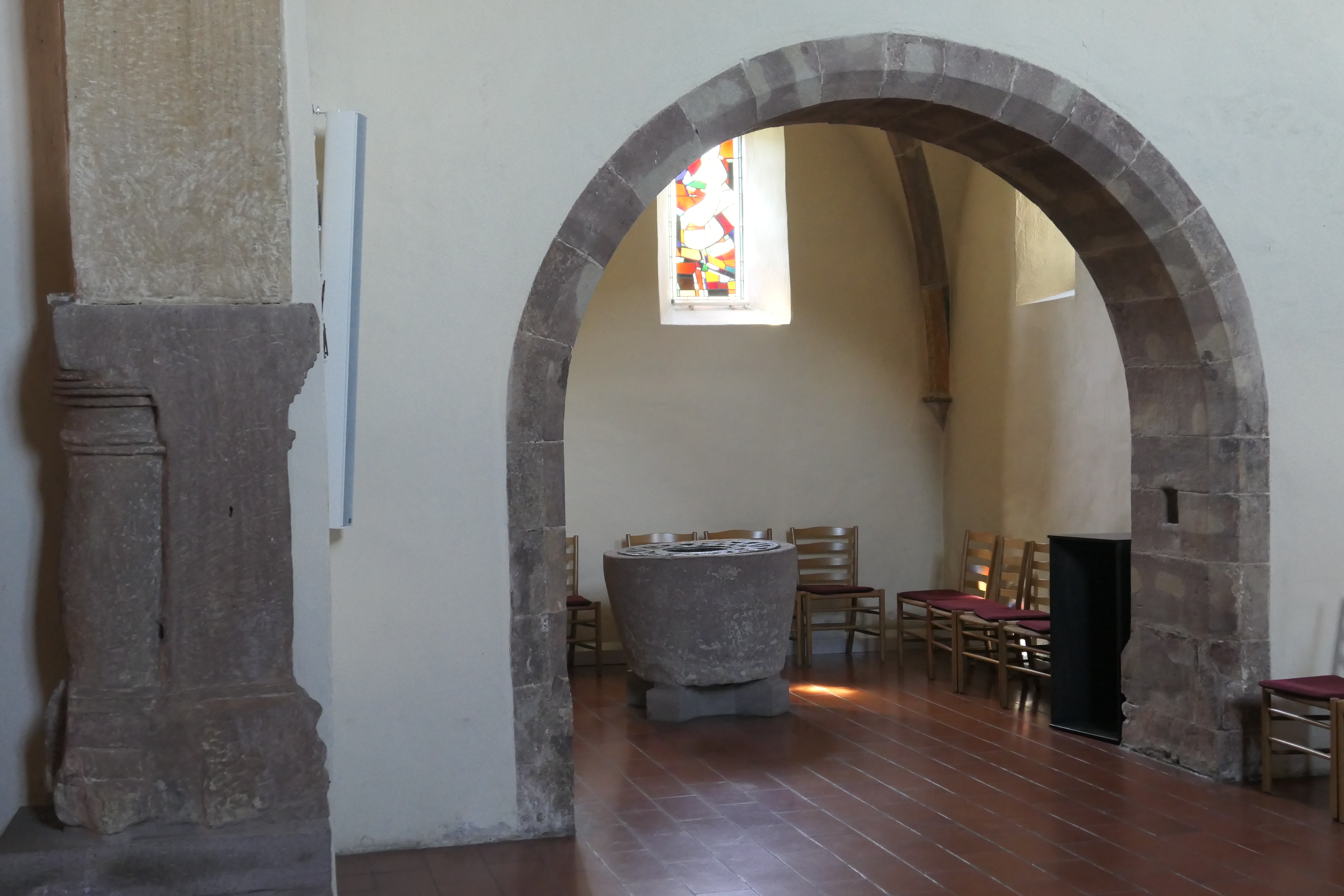
Taufkapelle davor Spolie Triumphbogen
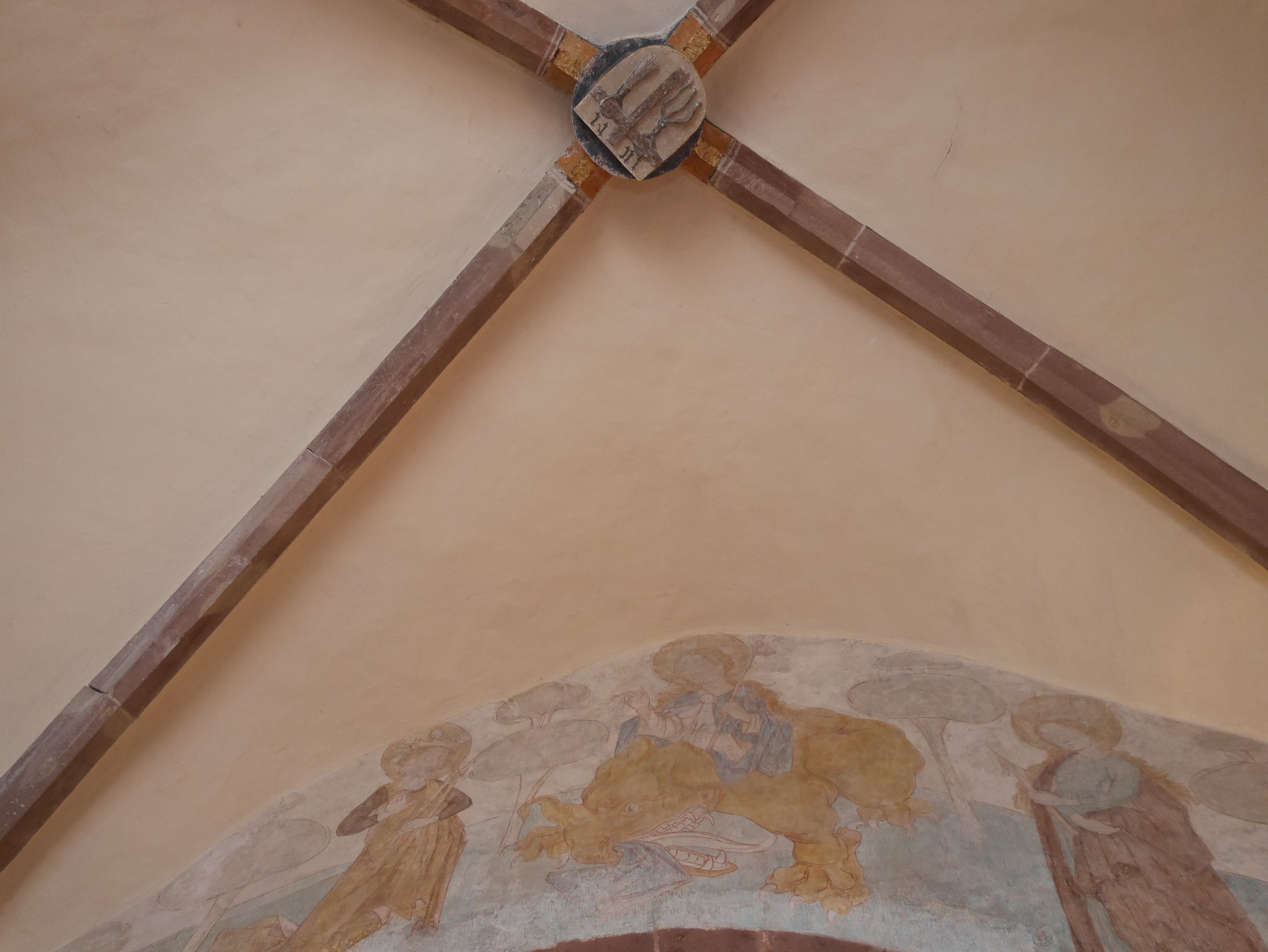
Taufkapelle Schlussstein
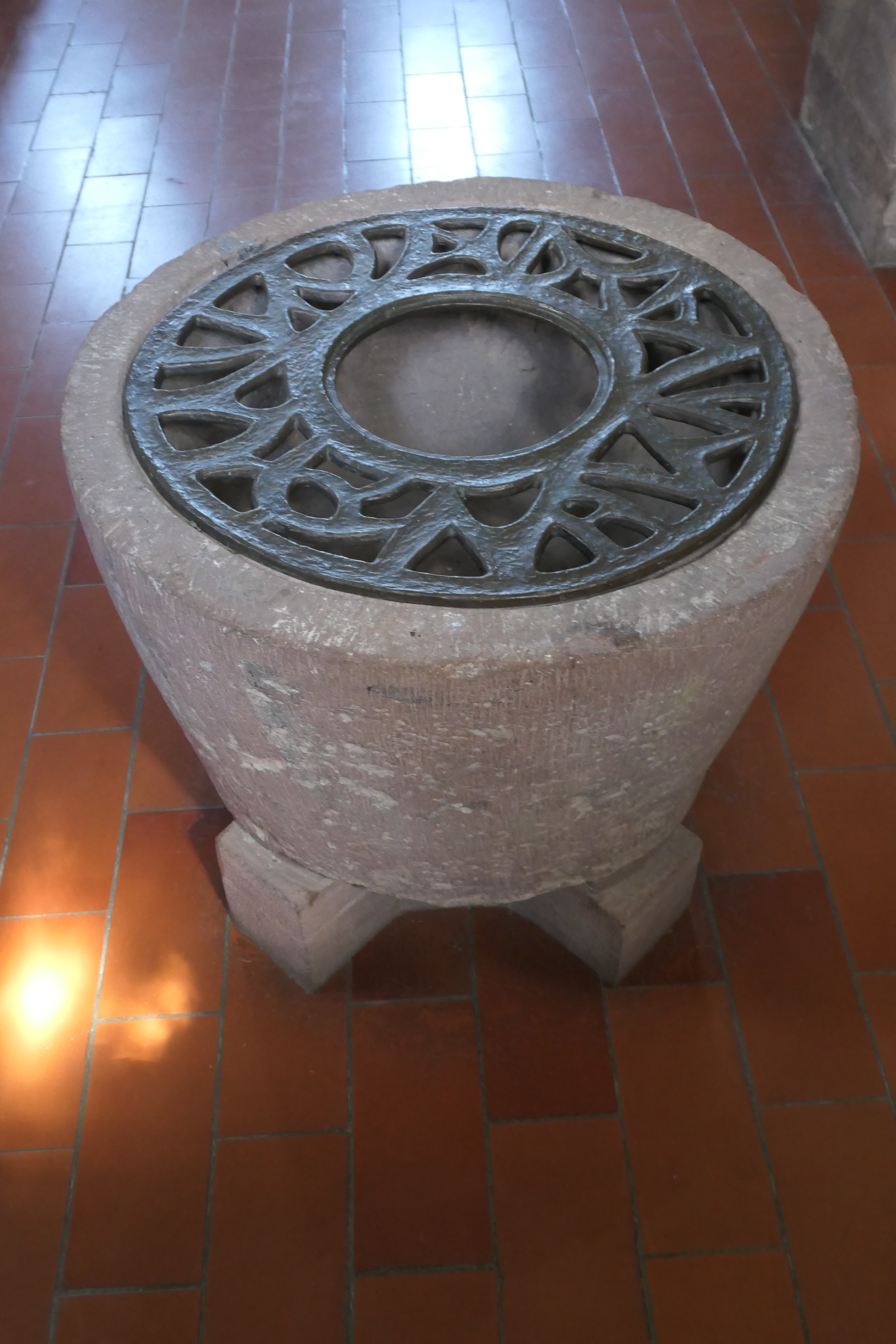
Taufkapelle Taufstein
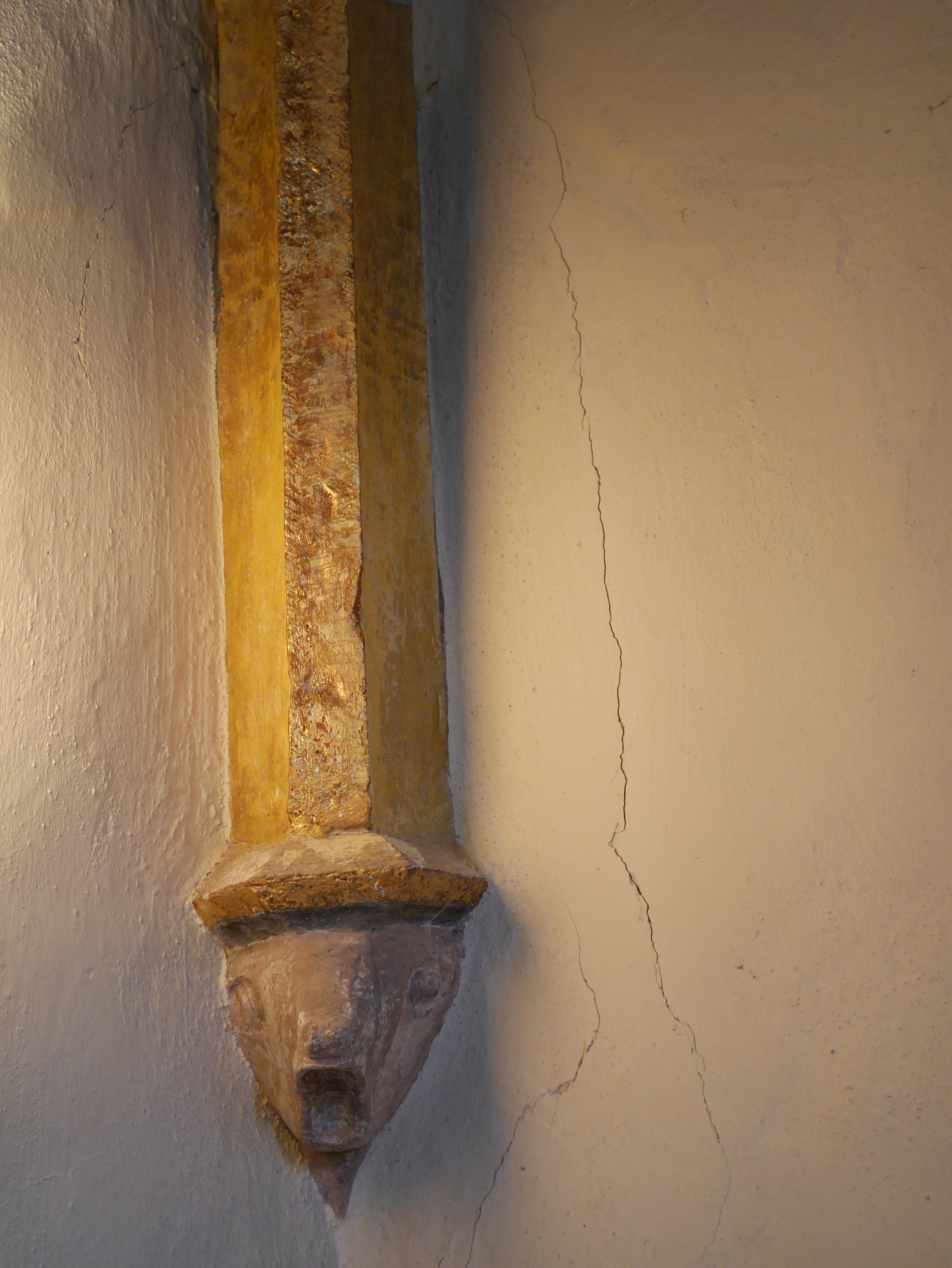
Taufkapelle figürlicher Kragstein
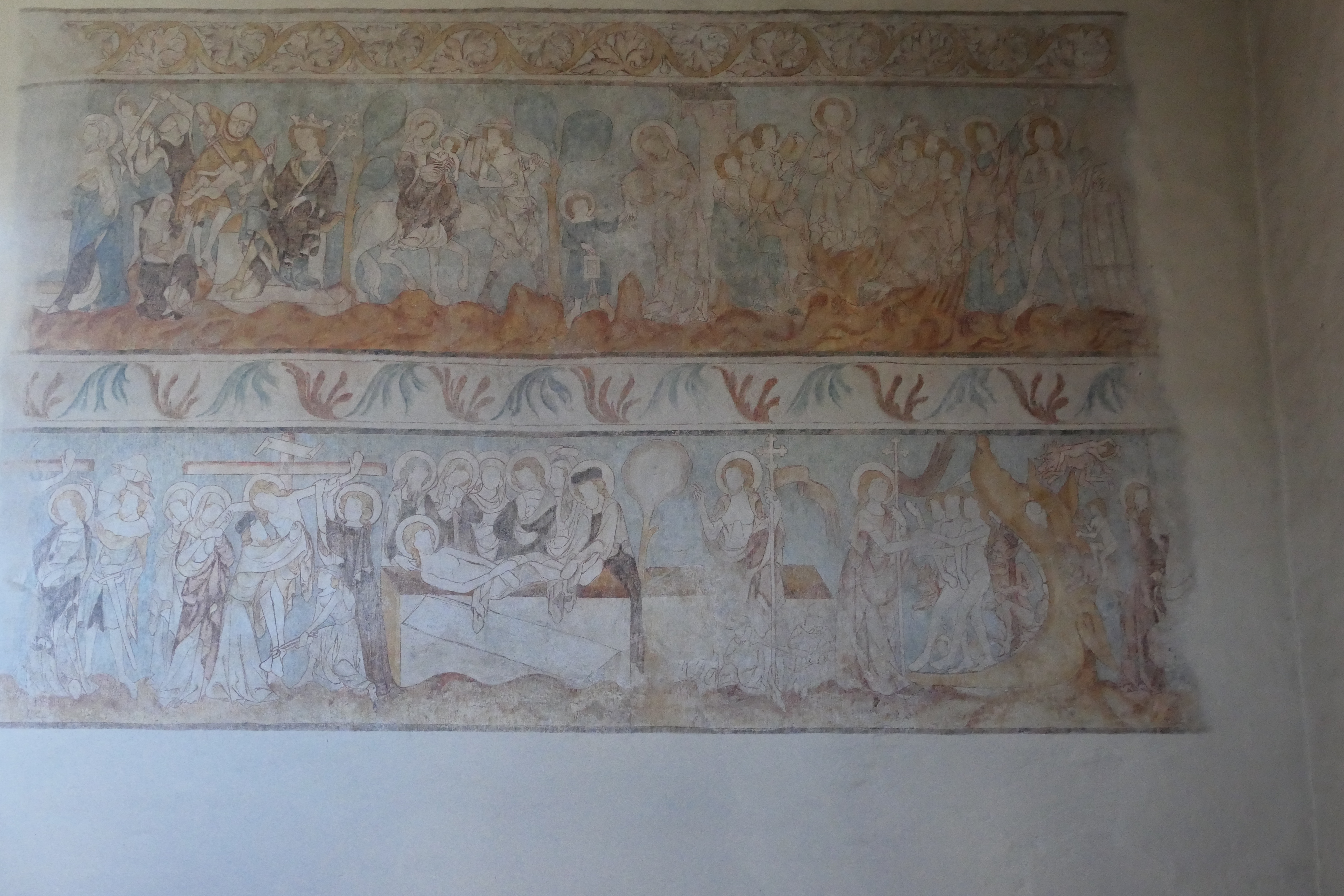
Fresken Südwand Schiff Leben Jesu